# 山东艺术学院
山东艺术学院坐落於济南，是山东省唯一一所综合性高等艺术学府。学校前身为始建于1958年8月的山东艺术专科学校，文革时期更名为山东五七艺术学校。1978年12月，经国务院批准，学校改建为山东艺术学院。

## 概况

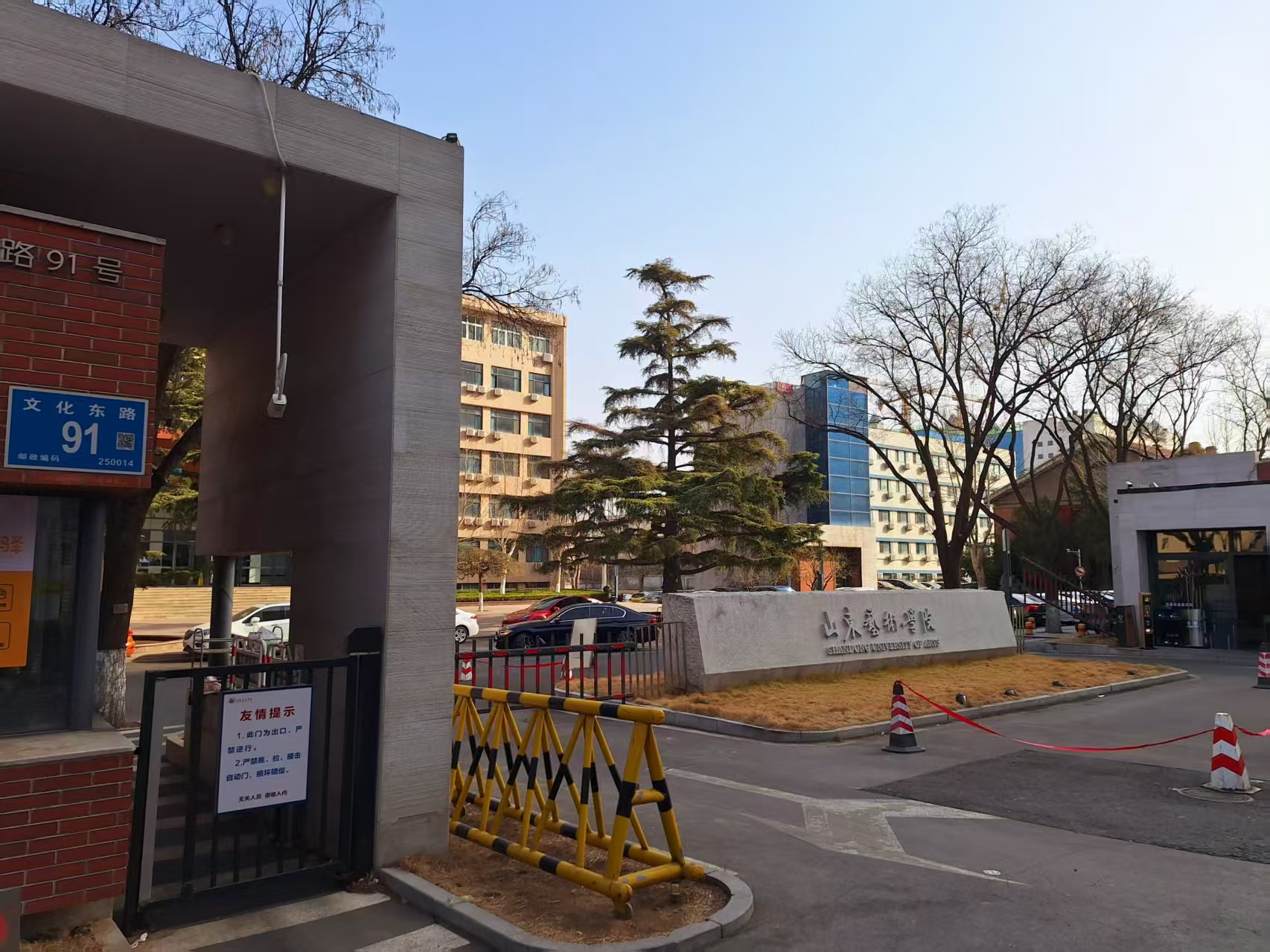
文化东路校区

学校现有济南文东和长清两个校区，占地1313亩，其中长清校区1200亩。学校产权建筑总面积351126㎡，其中教学行政用房面积170090㎡；图书馆馆藏纸质文献687357册，教学、科研仪器设备总值7623.33万元。
学校设有音乐学院、美术学院、戏剧影视学院、音乐教育学院、设计学院、艺术文化学院、舞蹈学院、戏曲与曲艺学院、传媒学院、职业教育学院、成人教育学院、国际艺术交流学院、公共课教学部13个教学单位。现有普通本专科中专生8577人，硕士研究生641人。

## 师资
学院现有专任教师728人，其中具有博士、硕士学位教师292人，具有高级专业技术资格教师281人。有校外兼职博士生导师5人，硕士生导师151人，重点学科带头人8人，享受国务院政府特殊津贴专家11人，全国优秀教师8人。。

## 学院分院
- 音乐学院
- 美术学院
- 戏剧影视学院
- 音乐教育学院
- 设计学院
- 传媒学院
- 电影学院
- 艺术管理学院
- 舞蹈学院
- 戏曲与曲艺学院
- 国际艺术交流学院
- 城市艺术与创意学院
- 书法学院

## 下属机构
- 现代技术教育部
- 艺术研究所
- 音乐研究所
- 雕塑研究所
- 《齐鲁艺苑》

## 著名教授
山东艺术学院的知名校友有早年与徐悲鸿留学欧洲并同时回国办美术教育的李超士、戴秉心，与人民音乐家冼星海一起留学欧洲的
李杰民，弘一大师的得意弟子刘质平，以及于希宁、关友声、黑伯龙、柳子谷也曾在山東藝術學院执教。

## 爭議
一名叫高彦的学生在2022年中秋節晚上吞了安眠藥、殺蟲劑和白酒自殺。同學指出其疑似因爲性取向、性別氣質、非傳統藝術高中出身等因素收到來自舞蹈專業的班主任打壓。在9月23日，官方回應稱山東省省委教育工委已組建由教育、公安等部門組成的聯合調查組，進駐山東藝術學院開展調查。